# Adam Hart-Davis
Adam Hart-Davis (Òxfordhsire, 4 de juliol del 1943) és un escriptor, historiador i fotògraf del Regne Unit. És molt conegut al seu país per la presentació de programes de televisió com Local Heroes, de la BBC o What the Ancients Did for Us. Ha estat premiat per la Royal Photographic Society l'any 2007. També ha estat copresentador de Tomorrow's World i presentador de How London Was Built. Ha estat el coordinador de la redacció de les enciclopèdies de l'editorial DK.